# Ettore Baruzzi
Ettore Baruzzi (Lugo, 18 aprile 1907 – ...) è stato un calciatore e allenatore di calcio italiano, di ruolo attaccante.

## Carriera

### Giocatore
Giocò per una stagione in Divisione Nazionale con la Reggiana.
Giocò poi con Baracca, Forlì e SPAL.

### Allenatore
Nella stagione 1938-1939 ha allenato il Baracca Lugo.

## Palmarès

### Giocatore

#### Competizioni nazionali
- Prima Divisione: 1

SPAL: 1930-1931